# ديان دو فرانس
ديان دو فرانس (بالفرنسية: Diane de France) (و. 1538 – 1619 م) هي سياسية، ومُدرسة فرنسية، ولدت في باريس، توفيت في باريس عن عمر يناهز 81 عاماً.
الابنة غير الشرعية للملك هنري الثاني وفيليبا دوسي وهي زوجة فرانسوا دو مونمورانسي ابن الكندسطبل آن، ترتبط حياتها ارتباطًا وثيقًا بمصير العائلة المالكة ومنزل مونمورانسي. وقد شكلت دعما هاما للنظام الملكي خلال انتفاضة التحالف.